# 德木活佛
德木活佛（藏語：དེ་མོ་，威利转写：de mo，THL：Démo，藏语拼音：Têmo）清朝封为呼图克图，称第穆呼圖克圖，是清朝西藏有摄政资格的四大林活佛之一；中华民国时期续封呼图克图，仍称第穆呼圖克圖；中华人民共和国时期称德木活佛。是藏传佛教格鲁派的活佛系统，驻锡于拉萨丹吉林（广法寺）及林芝市德木寺。

## 沿革
德木活佛的产生与帕巴拉活佛有密切关联，最初几世德木活佛或为帕巴拉活佛门徒，或为其亲属。一世帕巴拉活佛在波密与工布交界处修建德木拉喀洛色林（即德木寺）后，让其经师、一世德木活佛贡觉迥乃任寺主。“德木”之名便由此而来。
自贡觉迥乃起，德木活佛共传承十世。第四世德木活佛由于和五世达赖关系亲密，并曾随达赖一起前往京城朝觐顺治帝，使得德木活佛世系的地位日益提高，还和朝廷建立了较为密切的关系。
此后，第六、七、九世德木活佛都曾担任过西藏摄政。第六世德木活佛成为西藏历史上第一位摄政，并获乾隆帝赐摄政银印，印文为“办理藏事宏扬佛教吉祥诺门罕之印”，该银印为后世摄政代代相承。1811年，第七世德木活佛出任摄政，并于同年获嘉庆帝封为“额尔德尼诺门罕”。而第八世德木活佛因所谓“不守清规、劣绩昭著”，而于1853年被清廷下旨撤销其本身呼图克图名号（但仍准许转世，转世后仍为呼图克图），发往宗喀安置。
1899年（光绪二十五年），已卸任摄政的第九世德木活佛因政治纷争而被控给十三世达赖下咒，因而被囚禁在丹吉林中，后含冤去世，史称“妖鞋事件”。此后噶厦决定剥夺该活佛系统的呼图克图封号，并禁止该活佛系统转世。1905年（光绪三十一年），来自阿沛家族的男童旺达（十三世达赖的表弟）被认定为第穆呼圖克圖的转世灵童，1910年（宣统二年）宣统帝正式下令册封为第穆呼圖克圖，并恢复其名号及财产和权力。但噶厦拒不承认其呼图克图的地位，仅同意其作哲蚌寺“措钦”活佛。
1912年，藏军与清朝驻藏川军（当时又称“陆军”）发生枪战，丹吉林僧众站在川军一方参战，最后川军及丹吉利僧众战败。1913年，十三世达赖没收了丹吉林的全部财产，遣返了该寺僧众，并彻底摧毁了丹吉林。幼小的十世德木活佛只能靠放高利贷维持生活。
1933年，十三世达赖圆寂后，1939年，摄政热振·图旦绛白益西丹巴坚赞在任期间，决定将原来没收的丹吉林的巴热、洛、德木曲噶、巧那等谿卡庄园，仍划归德木拉章所有，并且将原第九世德木活佛的拉章的宝基归还，后来德木拉章获得修复。

## 历世德木活佛
| 世数           | 生年   | 坐床年份 | 卒年   | 汉文名                          | 藏文名 |
| -------------- | ------ | -------- | ------ | ------------------------------- | ------ |
| 第一世（追认） | 1374年 | ——       | 1453年 | 贡觉迥乃                        |        |
| 第二世         | 1454年 | ——       | 1526年 | 班觉扎西                        |        |
| 第三世         | 1527年 | ？       | 1622年 | 德木·拉旺赤列朗杰               |        |
| 第四世         | 1623年 | ？       | 1668年 | 德木·拉旺丹贝坚赞               |        |
| 第五世         | 1669年 | ？       | 1723年 | 德木·阿旺拉木喀嘉样             |        |
| 第六世         | 1724年 | ？       | 1777年 | 德木·阿旺绛白德勒嘉措           |        |
| 第七世         | 1778年 | ？       | 1819年 | 德木·阿旺罗布藏土布丹济克美嘉措 |        |
| 第八世         | 1820年 | ？       | 1855年 | 德木·阿旺罗布藏吉克美嘉木参     |        |
| 第九世         | 1856年 | ？       | 1899年 | 德木·阿旺洛桑赤列绕杰           |        |
| 第十世         | 1901年 | ？       | 1973年 | 德木·丹增嘉措                   |        |

### 引用
1. ↑  鲁朗 “叫人不想家”的地方，中国西藏新闻网，2009年11月04日[永久]
2. ↑  谢廷杰、洛桑群觉，西藏昌都史地纲要，拉萨：西藏人民出版社，2000年，第167-169页
3. ↑  谢廷杰、洛桑群觉，西藏昌都史地纲要，拉萨：西藏人民出版社，2000年，第171页
4. ↑  谢廷杰、洛桑群觉，西藏昌都史地纲要，拉萨：西藏人民出版社，2000年，第173-175页
5. ↑  拉萨文物志，拉萨：西藏自治区文物管理委员会，1985年，第61页
6. 1 2 3  谢廷杰、洛桑群觉，西藏昌都史地纲要，拉萨：西藏人民出版社，2000年，第178-179页